# Provinciale weg 46
Provinciale weg 46 (N46) is een 34 kilometer lange provinciale weg, uitgevoerd als autoweg, die loopt door de Nederlandse provincie Groningen, van het knooppunt Euvelgunne in Groningen naar de Eemshaven. De belangrijkste plaatsen langs de weg zijn: Groningen, Bedum, Middelstum, Loppersum, Uithuizen (via Zandeweer), Uithuizermeeden en Roodeschool
Tot de aanleg werd overgegaan in de jaren 70 ter ontsluiting van de kort daarvoor aangelegde Eemshaven. Om deze reden wordt de N46 (ook in het NWB) de Eemshavenweg genoemd.

## Route
De weg begint bij het knooppunt Euvelgunne met de N7 in Groningen. De eerste kilometers maken deel uit van de ringweg om de stad. Dit deel is aangelegd als tweebaans stroomweg met 2 rijstroken per richting. Hier geldt een maximumsnelheid van 70 kilometer per uur. Binnen de gemeente Groningen heet de weg officieel Beneluxweg en Noordzeeweg. Het trajectdeel dat geen onderdeel is van de Ring Groningen is uitgevoerd als tweestrooks stroomweg met een maximumsnelheid van 100 kilometer per uur.
Tot 1993 liep het wegnummer N46 niet over de oostelijke ring van Groningen, maar over de westelijke ring. De oostelijke ring droeg het wegnummer N28. De westelijke ring is nu de N370.
Van de bocht bij Thesinge waar de N46 naar het noordoosten afbuigt tot Huizinge volgt de weg het Maarvliet, de laat-middeleeuwse grens tussen Hunsingo en Fivelingo. Van Huizinge tot even voorbij Garsthuizen maakt de N46 een wat ruime boog terwijl de grens min of meer binnendoor loopt. Vervolgens komen beide weer samen tot voorbij Honderd waar het Maarvliet begint te meanderen en om de N46 heen begint te draaien. Op de plaats ten zuiden van Roodeschool waar de Maarvliet over gaat in de Grote Tjariet scheiden de grens en de N46 zich.

## Geschiedenis
Het eerste gedeelte van de weg werd opengesteld in 1974. Dit betrof het traject Roodeschool - Eemshaven. De jaren erna volgden andere stukken snel achter elkaar. In 1979 werd het gehele traject Groningen - Eemshaven officieel geopend door de toenmalige minister Danny Tuijnman. Enkele jaren later, in 1983, opende het gedeelte van de N46 dat anno 2020 als 'oostring' wordt bestempeld. In 2011 werd knooppunt Euvelgunne geopend voor het verkeer, waarmee het gedeelte Europaplein - Euvelgunne deel uit ging maken van de N7. In oktober 2012 werd de nieuwe ongelijkvloerse kruising bij Lewenborg geopend.
Op 1 januari 2007 werd de weg door de staat overgedragen aan de Provincie Groningen.

## Beheer
De N46 is aangelegd als provinciale weg, maar is in de jaren negentig met Rijkswaterstaat geruild met de Rijksweg 41 van Groningen naar Delfzijl (de huidige N360). Op 1 januari 2007 is de N46 vanaf het knooppunt Euvelgunne weer in eigendom, beheer en onderhoud aan de provincie Groningen overgedragen. De provincie heeft voor deze overname als afkoopsom € 56.888.000 van de rijksoverheid ontvangen.

## Verbetering
Doordat de N46 in de stad Groningen gelijkvloerse kruisingen had, op de afrit Beijum-Noord na, heeft men besloten deze om te bouwen tot ongelijkvloerse kruisingen. De kruisingen met de N361 en de Emingaheerd/Berlageweg werden in het najaar van 2013 omgebouwd, waarna de kruising met de Kluiverboom/Akeleiweg in het najaar van 2014 volgden. De gehele N46 is ongelijkvloers.

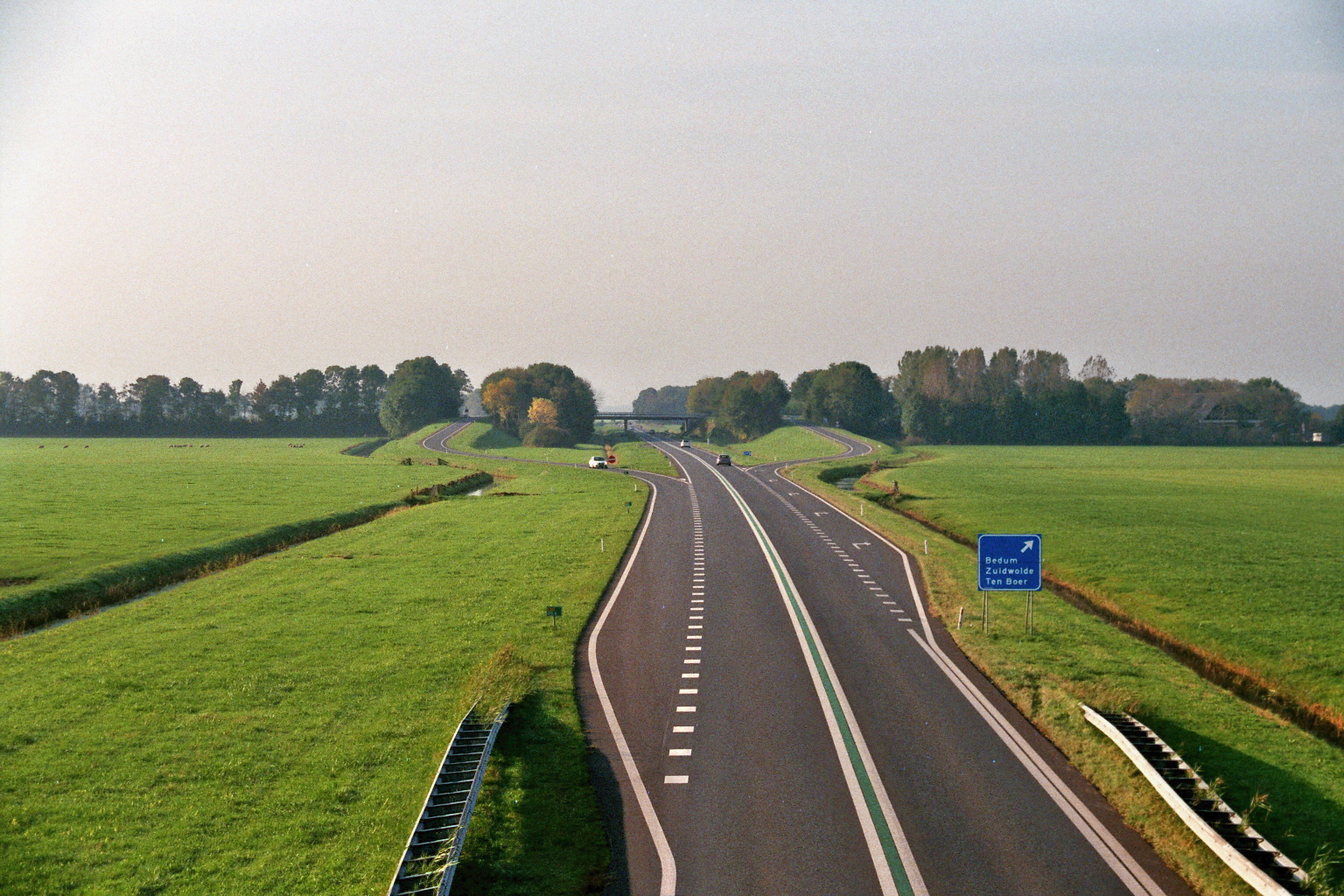
De N46 gezien vanaf het viaduct Wolddijk met zicht op viaduct Sint Annerweg

N34 · N46 · N351 · N353 · N354 · N355 · N356 · N357 · N358 · N359 · N360 · N361 · N362 · N363 · N364 · N365 · N366 · N367 · N368 · N369 · N370 · N371 · N372 · N373 · N374 · N375 · N376 · N377 · N378 · N379 · N380 · N381 · N382 · N383 · N384 · N385 · N386 · N387 · N388 · N390 · N391 · N392 · N393 · N398

N851 · N852 · N853 · N854 · N855 · N856 · N857 · N858 · N860 · N861 · N862 · N863 · N865 · N910 · N913 · N917 · N918 · N919 · N924 · N927 · N928 · N962 · N963 · N964 · N966 · N967 · N969 · N972 · N973 · N974 · N975 · N976 · N977 · N978 · N979 · N980 · N981 · N982 · N983 · N984 · N985 · N986 · N987 · N988 · N989 · N990 · N991 · N992 · N993 · N994 · N995 · N996 · N997 · N998 · N999

Cursief vermelde wegen zijn voormalige provinciale wegen.